# ارلکام
ارلکام (به هلندی: Erlecom) یک منطقهٔ مسکونی در هلند است که در شهرستان برخ ان‌دال واقع شده‌است. ارلکام  ۱۶۶ نفر جمعیت دارد.